# Židé ve Vyškově

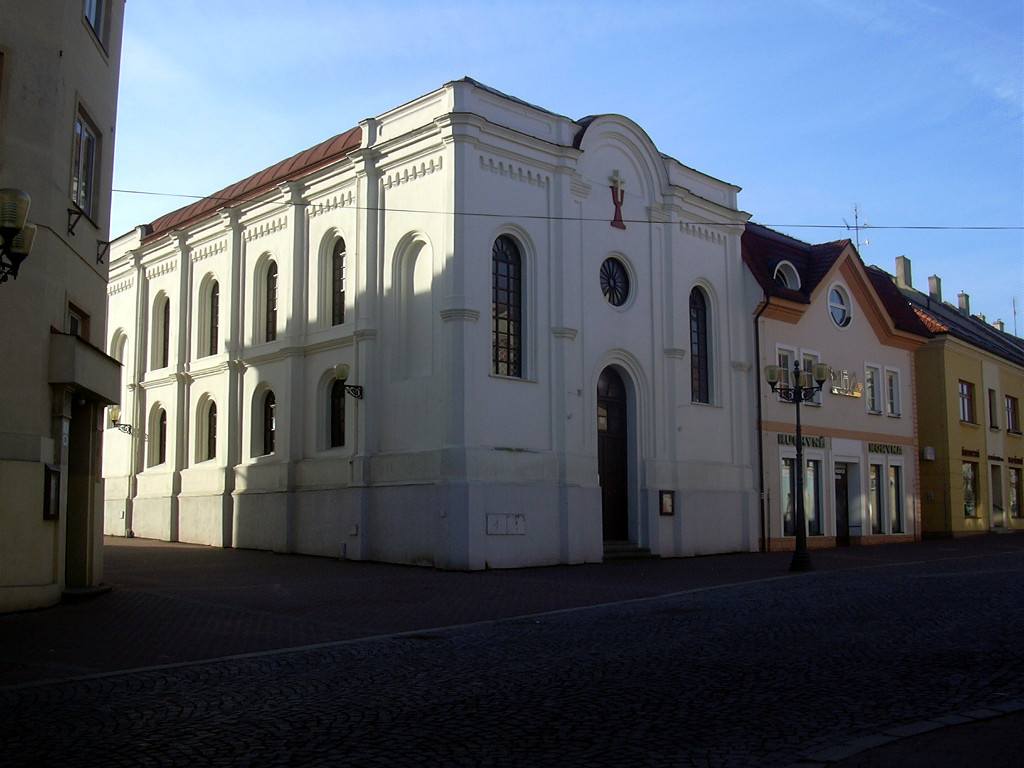
Bývalá synagoga, dnes husitský kostel

Židé ve Vyškově se poprvé zmiňují v listině z roku 1322, až do roku 1848 však židovské osídlení Vyškova tvořily ojedinělé židovské rodiny. Teprve v důsledku emancipace židovského obyvatelstva v Rakouském císařství došlo k rozvoji vyškovského židovského osídlení (maxima dosaženo roku 1890, kdy ve Vyškově přebývalo 263 židů) i židovských náboženských institucí (1885 zřízena synagoga, 1888 hřbitov, 1891 modlitební spolek povýšen na židovskou náboženskou obec). Od počátku 20. století ovšem probíhal proces migrace do velkých měst, takže za první Československé republiky zůstalo ve Vyškově jen několik desítek židů, které pak nacisté deportovali do Terezína a z nichž velkou část nedlouho poté zavraždili ve vyhlazovacích táborech.

## Dějiny
V dochovaných listinách se židé ve Vyškově zmiňují roku 1322, kdy Jan Lucemburský udělil olomouckému biskupovi Konrádovi privilegium, jímž mu dovolil usadit ve čtyřech z jeho poddanských měst, mj. také ve Vyškově, po jedné židovské rodině a také mu přenechal také výkon práv nad těmito židy. Na rozdíl od jiných měst olomouckého biskupa se však židovské osídlení v tomto městě zřejmě příliš neujalo, neboť ve středověkých pramenech ve spojitosti s Vyškovem figurují židé pouze ojediněle. Také v dalších staletích žilo ve Vyškově jen několik málo židovských nájemců vrchnostenských provozoven.

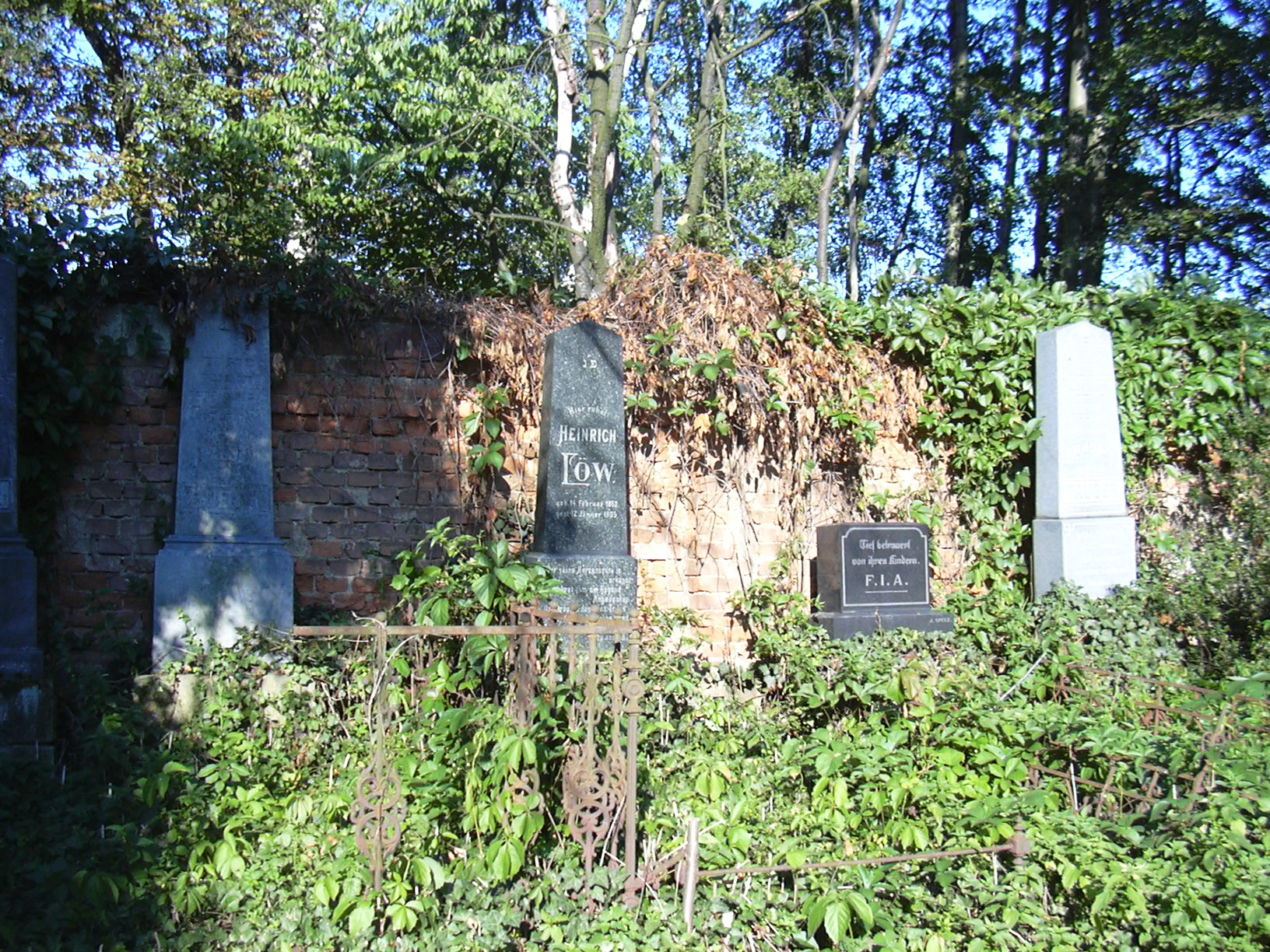
Židovský hřbitov

Situace se změnila v důsledku revoluce roku 1848, jež započala proces emancipace židovského obyvatelstva v Rakouském císařství a mimo jiné přinesla také právo svobodně se stěhovat. Již roku 1860 tedy ve Vyškově žilo dostatečné množství židů na to, aby zde založili modlitební spolek. Roku 1880 žilo ve Vyškově celkem asi 50 rodin. Tou dobou již ve Vyškově fungovala chevra kadiša (zal. asi 1867) a brzy si židé zřídili také synagogu (1885) a hřbitov (1888). Roku 1891 byl místní židovský modlitební spolek povýšen na židovskou náboženskou obec, vlastního rabína ovšem vyškovští židé dokázali vydržovat až od roku 1918.
Se ziskem rovných práv se místní židé zapojili také do hospodářského, společenského i kulturního města. Mezi přední židovské podnikatele patřil například výrobce obuvi M. Alt, vlastníci továrny na sukno bratři Kleinové nebo třeba ředitel cukrovaru Wilhelm Skutezky a jeho syn Gustav Skutezky.
Od počátku 20. století ovšem probíhal proces migrace do velkých měst, takže počet židů ve Vyškově se postupně snižoval, takže roku 1930 zde žilo pouze 44 židů. Vyškovskou židovskou komunitu nakonec zcela zničili nacisté, když z Vyškova deportovali 80 židů (většinu z nich tvořili uprchlíci ze Sudet) a valnou část z nich zavraždili ve vyhlazovacích táborech.
| rok             | 1830  | 1869  | 1880  | 1890  | 1900  | 1921  | 1930  |
| --------------- | ----- | ----- | ----- | ----- | ----- | ----- | ----- |
| počet židů      | 0     | 89    | 252   | 263   | 169   | 30    | 44    |
| celkem obyvatel |       | 4891  | 5221  | 5569  | 5998  | 5498  | 5400  |
| podíl židů      | 0,00% | 1,82% | 4,83% | 4,72% | 2,82% | 0,55% | 0,81% |